# ガイウス・リウィウス・ドルスス
ガイウス・リウィウス・ドルスス（ラテン語: Gaius Livius Drusus、生没年不詳）は紀元前2世紀中頃の共和政ローマの政治家・軍人。紀元前147年にコンスル（執政官）を務めた。

## 出自
ドルススはプレブス（平民）であるリウィウス氏族の出身である。リウィウス氏族はラティウムに起源を持ち、紀元前338年以降にノビレス（新貴族）としてローマの政治に登場してくる。紀元前324年にマルクス・リウィウス・デンテルが独裁官ルキウス・パピリウス・クルソルのマギステル・エクィトゥム（騎兵長官・独裁官副官）を務めており、その軍事的能力を評価された。同名の息子マルクス・リウィウス・デンテルが、紀元前302年に氏族として最初の執政官に就任し、続いて紀元前300年にはポンティフェクス（神祗官）の一員となった。
カピトリヌスのファスティによるとドルススの父はマルクス・アエミリウスとなっており、実家はパトリキ（貴族）のアエミリウス氏族であった。おそらく、父マルクスはルキウス・アエミリウス・パウルス・マケドニクスとは実の兄弟であり、紀元前219年と紀元前207年の執政官マルクス・リウィウス・サリナトルの養子となった。これは資料で確認できる、最初のパトリキからプレブスへの養子である。

## 経歴
ドルススに関する最初の歴史資料は紀元前147年に執政官に就任したときのものである。しかし、当時のウィッリウス法でプラエトル（法務官）から執政官まで最低でも3年の期間が求められていたため、遅くとも紀元前150年には法務官を務めたはずである。
執政官就任時、ローマはカルタゴと第三次ポエニ戦争を戦っていたが、状況は芳しくなかった。二年連続して執政官がカルタゴへ出征していたが、カルタゴ攻略どころかその目処もたっていなかった。ただその中で、ドルススの従兄弟であるプブリウス･コルネリウス・スキピオ・アエミリアヌスは軍事的才能を発揮し、ローマ軍が崩壊するのを防いでいた。このため、民会はウィッリウス法で執政官の年齢が43歳以上と定められており、また法務官経験が必要とされていたにもかかわらず、その両条件を満たしていないスキピオ・アエミリアヌスを、ドルススと同時に執政官に選出した。
ドルススは各執政官の担当地域を、例年通りくじ引きで決めることを求めたが、その要求は民会の投票あるいは元老院の特別令によって拒否された。このため、スキピオ・アエミリアヌスが、執政官として対カルタゴ戦の総指揮を執ることとなった。同様の決定はローマ・シリア戦争中の紀元前190年、スキピオ・アシアティクスにも行われている。
マウルス・セルウィウス・ホノラトゥスは、若年時代に軍事的栄光を手に入れたマルクス・ドルススという人物の息子に言及しており、これは本記事のドルススとする説がある。しかし、詳細は不明である

## 子孫
ドルススには少なくとも2人の息子がいた。長男のガイウスは優れた弁護士であったが、失明のため政治家としてのキャリアを積むことはなかった。次男のマルクス・リウィウス・ドルススは、紀元前122年に護民官となってガイウス・グラックスの急進的な改革を阻止、紀元前112年に執政官（コンスル）を務め、その後マケドニア属州総督としてトラキアとスコルディスキに勝利、紀元前109年には監察官（ケンソル）を務めた。

## 参考資料

### 古代の資料
- アッピアノス『ローマ史』
- カピトリヌスのファスティ

### 研究書
- Trukhina N. Politics and Politics of the Golden Age of the Roman Republic. - M .: Publishing House of Moscow State University, 1986. - 184 p.
- Broughton R. Magistrates of the Roman Republic. - New York, 1951. - Vol. I. - P. 600.
- Münzer F. Livius 14 // Paulys Realencyclopädie der classischen Altertumswissenschaft . - 1926. - Bd. XIII, 1. - Kol. 855.
- Münzer F. Livius 15 // Paulys Realencyclopädie der classischen Altertumswissenschaft . - 1926. - Bd. XIII, 1. - Kol. 855–856.
- Münzer F. Livius 16 // Paulys Realencyclopädie der classischen Altertumswissenschaft . - 1926. - Bd. XIII, 1. - Kol. 856.
- Münzer F. Livius 17 // Paulys Realencyclopädie der classischen Altertumswissenschaft . - 1926. - Bd. XIII, 1. - Kol. 856-859.